# Джеймс ван Хофтен

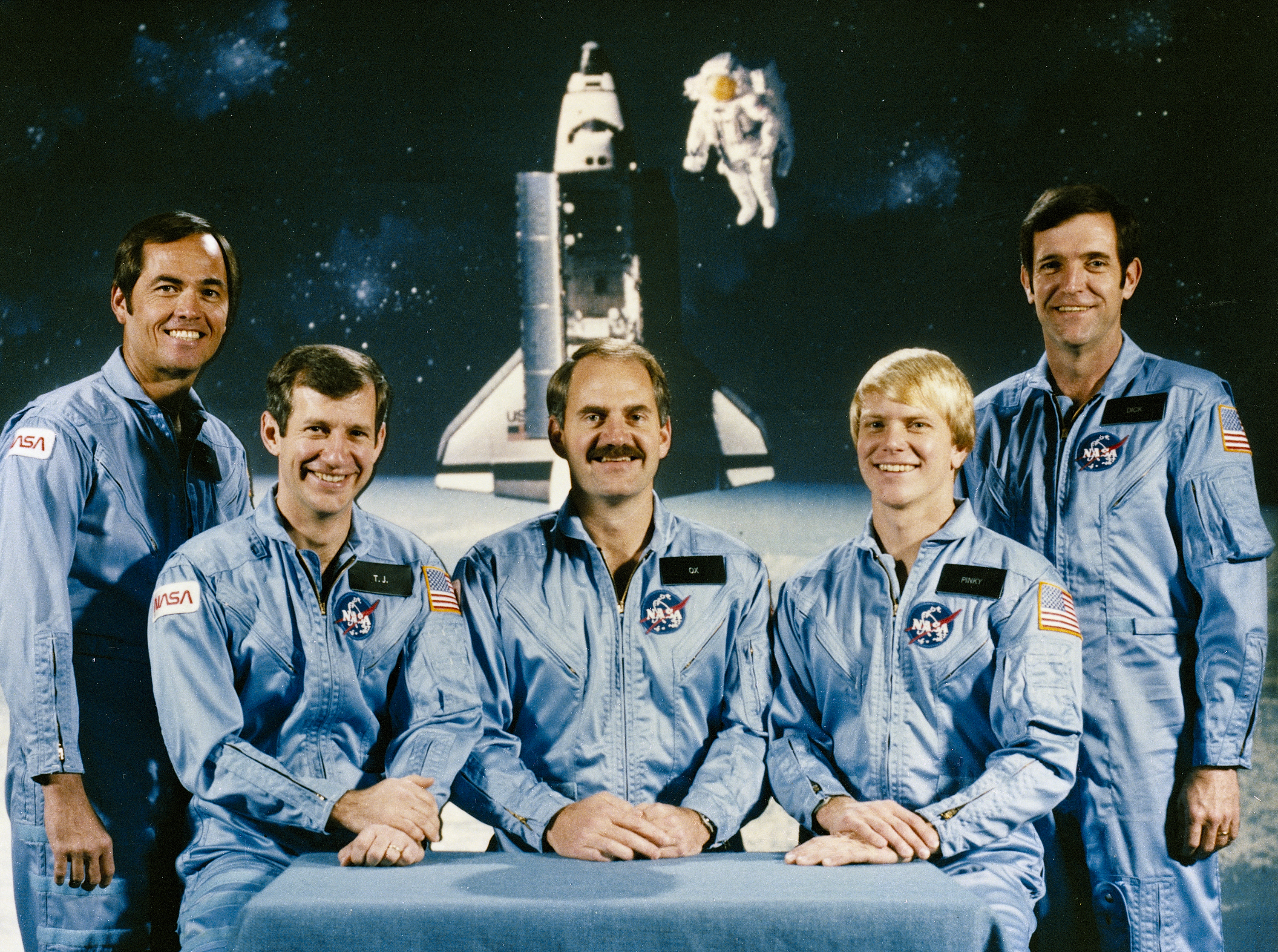
Екіпажу STS-41-C: Зліва направо: Кріппен, Гарт, ван Гофтен, Нельсон, Скобі

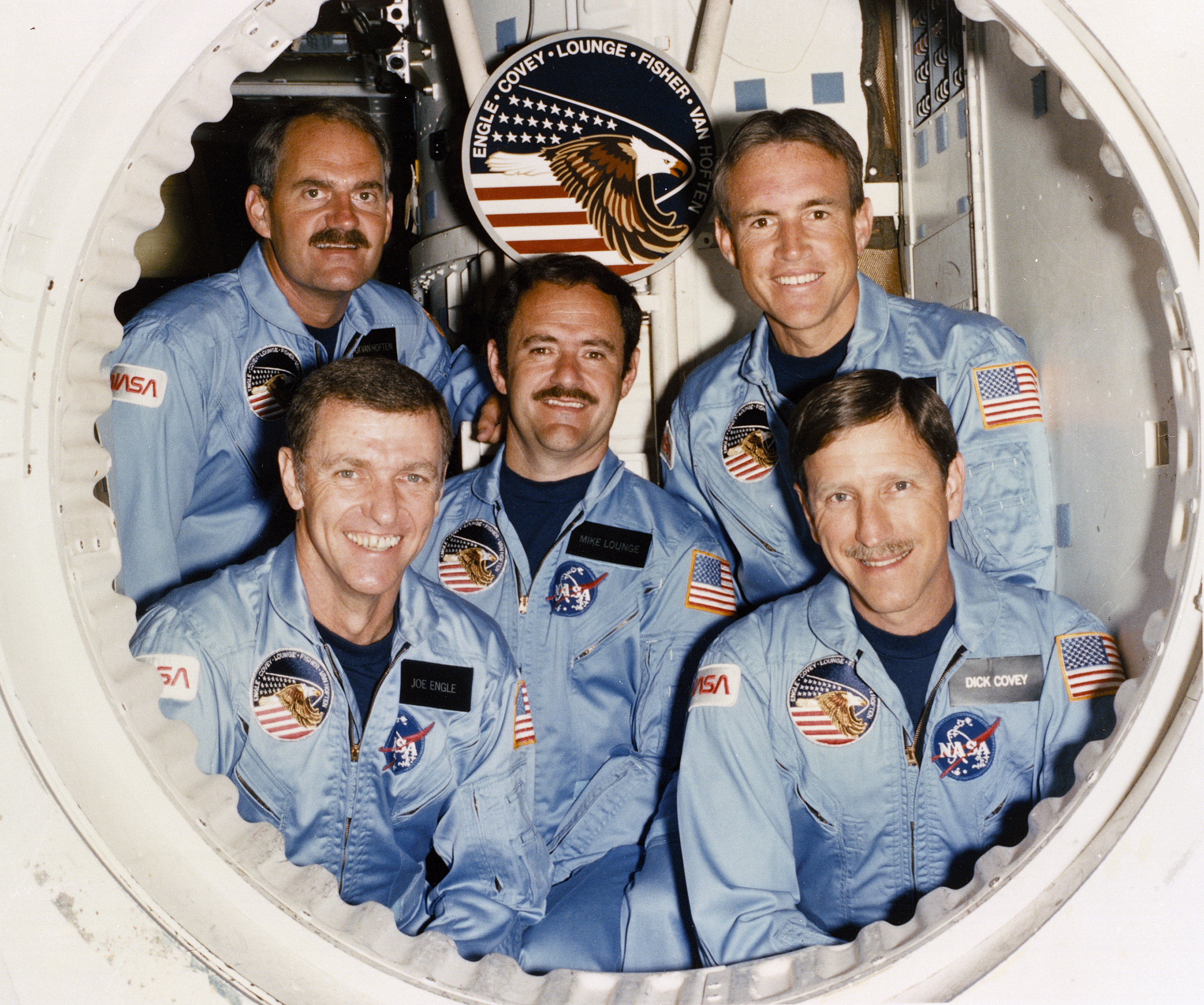
Екіпаж STS-51-I: Задній ряд зліва направо: ван Hoften, вітальня, Фішер
Передній ряд зліва направо: Енгл, Кові

Джеймс Дугал Адріанус ван Гофтен (англ. James Dougal Adrianus «Ox» van Hoften нар. 11 червня 1944, Фресно, Каліфорнія) — астронавт НАСА, фахівець з корисного навантаження. Учасник двох польотів на «шатлі» — Челленджер — STS-41-C, Діскавері — STS-51-I, провів у космосі 14 діб 1:00 59 хвилин 24 секунди. За 4 виходу провів у відкритому космосі 22 години 40 хвилин.

## Професійна діяльність
В вересня 1976 року став помічником професора цивільного будівництва в Університеті Х'юстона, і знаходився на цій посаді до моменту зарахування в загін астронавтів.

## Військова служба
З 1969 року служив льотчиком ВМС США. Пройшов початкову льотну підготовку на авіабазі ВМС Пенсакола (англ. NAS Pensacola) у Флориді і завершив підготовку як льотчик реактивної авіації на авіабазі Бівілль (англ. NAS Beeville) в Техасі в листопаді 1970 року. Отримав призначення на авіастанції Мірамар (англ. NAS Miramar) в Каліфорнії як пілот літака «F-4 Phantoms» і потім був призначений у 121-шу винищувальну ескадрилью (VF-121). У складі 154-ї винищувальної ескадрильї на борту авіаносця USS Ranger брав участь у двох походах до берегів південно-східної Азії. Виконав близько 60-та бойових вильотів.
З 1977 року він літав на літаку «F4N» в 201-й винищувальної резервної ескадрильї ВМС, а з 1980 по 1983 роки служив у частинах ВПС національної гвардії Техасу в складі 147-ї групи винищувачів-перехоплювачів.
Всього будучи льотчиком, він налітав 3000 годин на різних типах реактивних літаків.

## Польоти в космос
- STS-41-C на шатлі Челленджер як фахівець польоту з 6 по 13 квітня 1984 року. Тривалість польоту шаттла — 6 діб 23 години 40 хвилин 55 секунд. Справив 2 виходи у відкритий космос: 3:00 48 хвилин і 7:00 18 хвилин.
- STS-51-I на шатлі Діскавері як фахівець польоту з 27 серпня по 3 вересня 1985 року. Тривалість польоту шаттла — 7 діб 2:00 18 хвилин 29 секунд. Справив 2 виходи у відкритий космос: 7:00 8 хвилин і 4:00 43 хвилини.

У 1985 році він був призначений фахівцем польоту в екіпаж шаттла Атлантіс STS-61G, який в травні 1986 року повинен був запустити межпланетий зонд Галілео. Політ був скасований після катастрофи шаттла «Челленджер» в січні 1986 року.
У серпні 1986 Джеймс Ван Хофт пішов з НАСА.

## Джерело
- Офіційна біографія НАСА [Архівовано 23 листопада 2013 у Wayback Machine.](англ.)